# Pedicularis forrestiana
Espèce
Classification APG III (2009)
Pedicularis forrestiana 福氏马先蒿 est une espèce de plante herbacée du genre Pedicularis appartenant à la famille des Scrophulariaceae selon la classification classique de Cronquist (1981) ou à la famille des Orobanchaceae selon la classification phylogénétique. On la rencontre dans les régions montagneuses du Yunnan. Elle doit son nom au botaniste écossais George Forrest (1873-1932) qui la découvrit au début du XXe siècle.

## Description
Cette plante herbacée possède des tiges simples et dressées de 15 à 20 cm de hauteur, parfois plus, aux nombreuses feuilles caulinaires dont le pétiole cillé mesure de 5 à 6 cm. Les feuilles oblongues, pennées et dentées mesurent de 3 à 5 cm  de long sur 1 à 2 cm de large.
Ses fleurs possèdent des corolles de couleur rose de 1,6 cm à 2 cm et un calice glabre de 7 à 8 mm. Pedicularis forrestiana fleurit de juillet à août.

## Distribution
On rencontre Pedicularis forrestiana dans les prés alpins à végétation grasse et buissonnante des montagnes du nord-ouest du Yunnan entre 3 300 mètres et 4 000 mètres d'altitude.